# TX-0

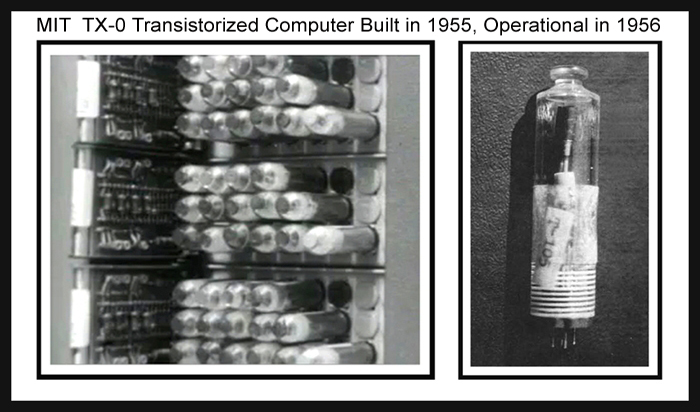
TX-0 с транзисторами Philco SBT100

TX-0 (сокр. от англ. Transistorized Experimental computer zero), также упоминаемый как tixo (произносится «тиксо») — один из первых компьютеров, созданных полностью на транзисторной базе и имевший для своего времени огромный объём памяти на магнитных сердечниках в 64 К 18-битных слов. TX-0 был введен в эксплуатацию в 1956 году и непрерывно использовался до 1960-х годов.

## История
Спроектированный программистом Уэсли Кларком в Лаборатории Линкольна (подразделении военно-прикладных исследований) Массачусетского технологического института по заказу Военно-воздушных сил США на деньги из федерального бюджета, и отчасти как эксперимент по проектированию транзисторных устройств и построению очень больших систем на основе памяти на магнитных сердечниках, TX-0 был по существу транзисторной версией не менее известного компьютера Whirlwind, также созданного в Лаборатории Линкольна для военных целей (в рамках программы создания SAGE, — автоматизированной системы управления силами и средствами воздушно-космической обороны Североамериканского континента — пусковыми установками беспилотных перехватчиков BOMARC). В то время как Whirlwind занимал целый этаж большого здания, TX-0 умещался в одной довольно небольшой комнате и всё равно был немного быстрее. TX-0, как и Whirlwind, был оборудован системой индикации, имея для этого в корпусе 12-дюймовый осциллограф, прицепленный к выводам процессора, позволявший отображать 512 на 512 точек в массиве 7 на 7. Возглавлял проект Кен Олсен, впоследствии основатель компании Digital Equipment Corporation (DEC).

## Операционно-технические параметры
TX-0 был полностью транзисторным 16-битным компьютером с 16-битной адресацией и 16-битными инструкциями. Слова его памяти имели длину в 18 бит, что допускало запись 16 бит данных и 2 бит инструкций. Комбинируя эти 2 бита, можно было вызывать 4 возможные инструкции, среди которых были сохранение (store), сложение (add) и команда перехода в базовом наборе. Четвёртая инструкция «выполнять» (operate) брала дополнительные операнды и давала доступ к числам «микропорядка», которые могли использоваться отдельно или совместно для предоставления многих других полезных функций. Операция сложения занимала 10 микросекунд.
Компьютер использовал 3600 транзисторов, заказанных компании Philco SBT100 по цене от 80 $ за штуку.

## Дальнейшее применение наработок

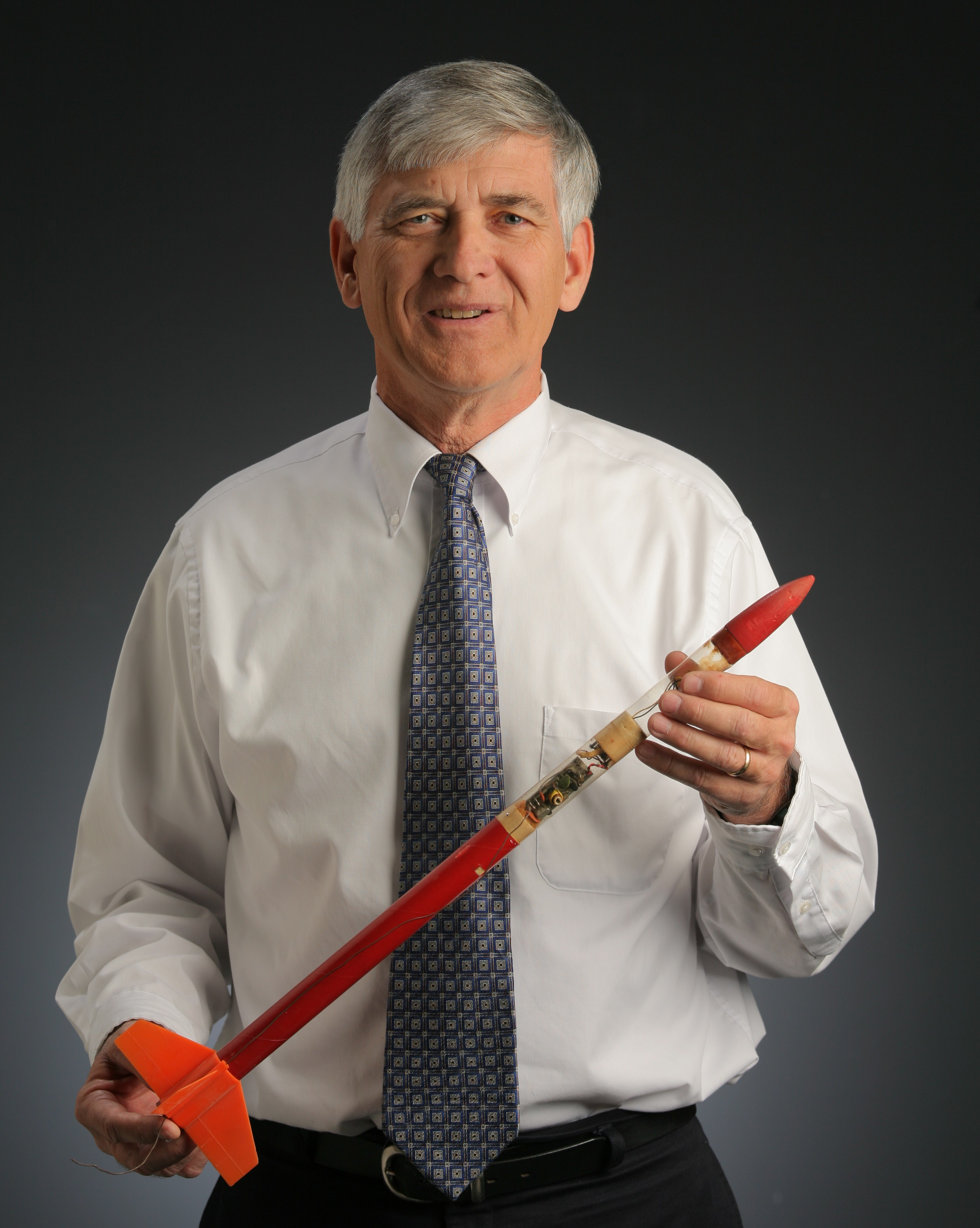
Инженер-ракетчик Форрест Мимз с экспериментальной ракетой своего собственного изготовления, оснащённой телеметрическим передатчиком на базе TX-1

### TX-1
После успешного завершения TX-0 все силы были немедленно брошены на создание большего и гораздо более сложного TX-1. Тем не менее, вскоре этот проект столкнулся с трудностями из-за своей сложности и был перепроектирован в меньшую форму, что в итоге было реализовано в виде TX-2 в 1958 году. Так как память на магнитных сердечниках в то время была очень дорогой, то для проекта TX-2 некоторые части памяти были сняты с TX-0. Со временем TX-0 перестал представлять интерес и был отдан напрокат (полупостоянно) Исследовательской лаборатории электроники МТИ в июле 1958 года, где он стал основой того, что в конечном итоге развилось в Лабораторию искусственного интеллекта МТИ.
Переехав из Лаборатории Линкольна только с 4 К памяти, машина больше не могла использовать 16 бит из 18 бит инструкций для хранения адреса, вследствие чего примерно после полутора лет количество битов инструкций было удвоено до 4, итого 16 инструкций, и был добавлен индексный регистр. Это впечатляюще улучшило программируемость машины, но оставляло место для позднейшего расширения памяти до 8 К. Этот вновь расширенный TX-0 использовался для разработки большого количества достижений в компьютерных вычислениях, включая распознавание речи и рукописного текста, а также средств, необходимых для работы над этими проектами, таких как текстовые редакторы и отладчики.

### TX-2
Тем временем проект TX-2 столкнулся с трудностями и несколько членов команды приняли решение покинуть проект и основать свою собственную компанию. После короткого времени продажи «лабораторных модулей» в форме одиночных модулей TX-2 созданная компания под названием Digital Equipment Corporation решила выпускать избавленный от недостатков TX-0 и выпустила первый из таких компьютеров в 1961 году под названием PDP-1. Первый PDP-1 был в итоге установлен в комнате рядом с TX-0 и некоторое время работал с ним бок о бок.

## Экспонируемые образцы
Значимые части TX-0 в настоящее время выставлены напоказ в библиотеке Лаборатории Линкольна. Ввиду режимности объекта библиотека доступна только для работников лаборатории.